# Филипa Култхард
Филипа Ен Култхард (енгл. Philippa Anne Coulthard; Бризбејн, 25. новембар 1993) је аустралијска глумица. Култхардова је најпознатија по улози Џорџи Тарнер у научно-фантастичној серији К9.